# دورت تاملر
دورت تاملر (به انگلیسی: Dörte Thümmler) ژیمناست زادهٔ ۲۹ اکتبر ۱۹۷۱ میلادی اهل کشور آلمان شرقی است.